# فيلدينغ دوسن
فيلدينغ دوسن (بالإنجليزية: Fielding Dawson)‏ (2 أغسطس 1930 - 5 يناير 2002)؛ روائي أمريكي.